# Malétable
Malétable és un municipi francès situat al departament de l'Orne i a la regió de Normandia. L'any 2007 tenia 102 habitants.

## Demografia

### Població
El 2007 la població de fet de Malétable era de 102 persones. Hi havia 50 famílies de les quals 15 eren unipersonals (15 dones vivint soles i 15 dones vivint soles), 23 parelles sense fills, 8 parelles amb fills i 4 famílies monoparentals amb fills.
La població ha evolucionat segons el següent gràfic:
Habitants censats

### Habitatges
El 2007 hi havia 77 habitatges, 48 eren l'habitatge principal de la família, 27 eren segones residències i 2 estaven desocupats. Tots els 75 habitatges eren cases. Dels 48 habitatges principals, 39 estaven ocupats pels seus propietaris, 8 estaven llogats i ocupats pels llogaters i 2 estaven cedits a títol gratuït; 2 tenien una cambra, 1 en tenia dues, 9 en tenien tres, 15 en tenien quatre i 22 en tenien cinc o més. 35 habitatges disposaven pel capbaix d'una plaça de pàrquing. A 31 habitatges hi havia un automòbil i a 17 n'hi havia dos o més.

### Piràmide de població
La piràmide de població per edats i sexe el 2009 era:
| Homes | Edats   | Dones |
| ----- | ------- | ----- |
| 0     | 95 o +  | 0     |
| 0     | 90 a 94 | 0     |
| 0     | 85 a 89 | 0     |
| 0     | 80 a 84 | 0     |
| 4     | 75 a 79 | 0     |
| 0     | 70 a 74 | 8     |
| 4     | 65 a 69 | 4     |
| 8     | 60 a 64 | 12    |
| 4     | 55 a 59 | 4     |
| 0     | 50 a 54 | 0     |
| 8     | 45 a 49 | 0     |
| 4     | 40 a 44 | 4     |
| 0     | 35 a 39 | 4     |
| 8     | 30 a 34 | 8     |
| 4     | 25 a 29 | 0     |
| 4     | 20 a 24 | 0     |
| 4     | 15 a 19 | 0     |
| 0     | 10 a 14 | 12    |
| 0     | 5 a 9   | 8     |
| 8     | 0 a 4   | 0     |

## Economia
El 2007 la població en edat de treballar era de 62 persones, 41 eren actives i 21 eren inactives. De les 41 persones actives 38 estaven ocupades (22 homes i 16 dones) i 3 estaven aturades (1 home i 2 dones). De les 21 persones inactives 7 estaven jubilades, 4 estaven estudiant i 10 estaven classificades com a «altres inactius».

### Ingressos
El 2009 a Malétable hi havia 46 unitats fiscals que integraven 98,5 persones, la mediana anual d'ingressos fiscals per persona era de 16.737 €.

### Activitats econòmiques
L'únic establiment que hi havia el 2007 era d'una empresa immobiliària.
L'únic servei als particulars que hi havia el 2009 era una agència immobiliària.
L'any 2000 a Malétable hi havia 7 explotacions agrícoles que ocupaven un total de 591 hectàrees.

## Poblacions més properes
El següent diagrama mostra les poblacions més properes.